# Halo 5: Guardians
Halo 5: Guardians é um videojogo de tiro em primeira pessoa, parte da franquia Halo e sequência de Halo 4 (2012). Revelado oficialmente em 16 de maio de 2014, Halo 5: Guardians foi produzido pela 343 Industries e publicado pela Microsoft Studios em 27 de outubro de 2015, exclusivamente para o Xbox One. É o primeiro Halo FPS que não tem uma classificação "M" (Maiores de 17 anos) atribuída pela ESRB, desde a primeira versão de Halo: Combat Evolved em 2001.
Halo 5: Guardians recebeu geralmente análises positivas. Os críticos elogiaram os gráficos, o audio e o multijogador, especialmente o novo modo "Warzone". No entanto a história e a campanha foram as principais fontes das criticas. Os sites de análises agregadas GameRankings, Metacritic e OpenCritic deram a pontuação de 85.50%, 85/100 e 83, respectivamente. Halo 5 superou The Master Chief Collection em 50% na primeira semana de vendas, gerando receitas na ordem de $400 milhões, tornando-se o maior lançamento de sempre da história da série.

## Jogabilidade

A informação no ecrã permite de novo ver qual a outra arma que o jogador possui para além da que está a usar, uma característica que tinha sido removida em Halo 4.

Em Halo 5: Guardians, as ‘habilidades de armadura’ são substituídas por uns melhoramentos conhecidos como ‘habilidades Spartan’, sempre disponíveis para todos os jogadores. Há também um maior foco na mobilidade; os jogadores podem agora em qualquer altura usar o propulsor (que permite o movimento omni-direccional), abrigar-se rapidamente ou carregar sobre um inimigo, ou criar uma onda de choque quando chocam com o chão. A função para correr continua presente mas os escudos não recarregam enquanto o jogador corre. Adicionalmente, as habilidades de escorregar e carregar são executadas quando o modo corrida está na velocidade terminal. Uma nova característica, "smart scope", permite que os jogadores apontem a mira da arma de uma maneira similar a outros jogos do género; no entanto com armas sem mira telescópica é unicamente um efeito cosmético; a 343 Industries usou a beta do multijogador para melhorar os efeitos desta característica no equilíbrio do jogo.
O head-up display (HUD) permite de novo ver qual a outra arma que o jogador possui para além da que está a usar, uma característica que tinha sido removida em Halo 4.
Halo 5: Guardians é o primeiro grande título Halo sem qualquer forma de ecrã dividido, seja local, multijogador online e campanha, bem como também não suporta jogos em LAN. No entanto os jogadores poderão jogar a campanha de modo cooperativo via Xbox LIVE.

## Sinopse
“A paz é interrompida quando as colónias são atacadas inesperadamente. Quando o maior herói da galáxia desaparece, é pedido a Spartan Locke que localize Master Chief e resolva o mistério que ameaça toda a galáxia.”

## Desenvolvimento
A Microsoft anunciou na E3 de 2013 uma nova adição para a série Halo, na época ainda sem título, junto com um vídeo que exibia o personagem principal da série Master Chief, aparentemente depois dos eventos ocorridos em Halo 4.
Depois da E3, Phil Spencer, o vice-presidente da Microsoft Studios, afirmou que a "Trilogia Reclaimer" foi expandida para uma série de jogos mais ampla. Spencer disse que eles "não queriam limitar a história de Reclaimer em uma trilogia". A 16 de Maio de 2014, Bonnie Ross da 343 Industries confirmou o título Halo 5: Guardians para o jogo, além do lançamento em 2015. O jogo será exclusivo para o Xbox One e corre em 60fps. Ross apontou que, deixando o hardware do Xbox 360, o Xbox One permitira a 343 Industries ampliar o âmbito do jogo e utilizar os servidores dedicados do console. Frank O'Connor, director da série, explicou que Halo 4 puxou até aos limites o motor do jogo, e visto que iria passar para a Xbox One, seria necessário criar um novo motor.
Uma série de televisão Halo está a ser produzida por Steven Spielberg, com estreia prevista para 2015 em conjunção com o lançamento do jogo. A Showtime está em negociações para exibir a série.
Halo: The Master Chief Collection deu aos jogadores acesso exclusivo à beta multijogador de Halo 5. A beta decorreu entre Dezembro de 2014 e Janeiro de 2015.
Desde a produção de Halo 4, a equipa da 343 Industries teve algumas mudanças. Nicolas "Sparth" Bouvier substituiu Kenneth Scott como director de arte, apesar de Scott permanecer como conselheiro. Josh Holmes foi também substituído por Tim Longo (conhecido pelos trabalhos em Star Wars: Republic Commando e Tomb Raider de 2013) como director criativo. Depois da saída de Christopher Schlerf da companhia, Brian Reed ficou com a sua posição como escritor principal da série. A banda sonora do jogo está a ser composta na sua maior parte por Kazuma Jinnouchi, ao invés de Neil Davidge que trabalho em Halo 4.
A 28 de Abril de 2015 foi revelada a capa oficial para o jogo. A 7 de Outubro de 2015 foi informado que o desenvolvimento de Halo 5: Guardians tinha entrado na fase ouro, significando por isso que o jogo estava acabado.

## Lançamento

Conteúdo da "Limited Collector's Edition".

Halo 5: Guardians será lançado pela Microsoft Studios a 27 de Outubro de 2015 para Xbox One. Uma Xbox One de edição limitada está actualmente em produção, planeada para ser lançada juntamente com o jogo. Em Agosto de 2015 foi revelado que Halo 5: Guardians tem uma classificação "T" (Maiores de 13 anos) atribuída pela ESRB, a primeira vez na série desde a primeira versão de Halo: Combat Evolved em 2001.
No final de Dezembro de 2014 a Microsoft revelou as edições disponíveis para o jogo: a edição padrão que para além do jogo inclui um poster exclusivo, disponível apenas para as pré-reservas; a “Limited Edition”, inclui 14 pacotes digitais, a série animada Halo: The Fall of Reach, uma figura de um Guardião desenhada pela Metal Earth, Ordens Classificadas de Spartan Locke, dossiers da Blue Team e da Fireteam Osiris, 14 dias de Xbox Live Gold, tudo dentro de uma caixa SteelBook com o tema de Spartan; a "Limited Collector's Edition" tem tudo o conteúdo da anterior mas acrescenta ainda uma estátua comemorativa numerada de John-117 e Jameson Locke, desenhada pela 343 Industries.
| Conteúdos                                        | Standard | Limited Edition | Limited Collector's Edition |
| ------------------------------------------------ | -------- | --------------- | --------------------------- |
| Disco & 2 semanas de XBL Gold                    | Sim      | Sim             | Sim                         |
| Halo: The Fall of Reach Animated Series          | Não      | Sim             | Sim                         |
| Figura de Guardão pela Metal Earth®              | Não      | Sim             | Sim                         |
| SteelBook® Spartan                               | Não      | Sim             | Sim                         |
| Ordens Classificadas de Spartan Locke            | Não      | Sim             | Sim                         |
| Dossiers de Blue Team e Fireteam Osiris          | Não      | Sim             | Sim                         |
| 14 Pacotes digitais                              | Não      | Sim             | Sim                         |
| Estátua comemorativa de John-117 e Jameson Locke | Não      | Não             | Sim                         |

### Marketing
A 22 de Março de 2015, a Microsoft lançou ‘Hunt the Truth’, um website que serve como campanha de marketing para Halo 5. No site pode-se ouvir episódios de áudio de jornalistas fictícios e do fotografo de guerra Benjamin Giraud (voz de Keegan-Michael Key), que investigam o passado de Master Chief. Durante o final da 5ª Temporada da série The Walking Dead, foram exibidos dois anúncios que revelavam a data de lançamento para 27 de Outubro de 2015. A 5 de Outubro de 2015, a Microsoft publicou um novo comercial de TV, que mostra parte da história do jogo. Durante uma parte do filme Mission Impossible: Rogue Nation, vê-se o personagem Benji Dunn (interpretado por Simon Pegg) a jogar Halo 5.
A Microsoft e a 343 Industries que dois carros na prova de Hollywood Casino 400 NASCAR em Kansas City, terão pinturas de Master Chief e Spartan Locke. O piloto Dale Earnhardt Jr. conduz o carro de Chief, enquanto que Jamie McMurray fica com o de Locke.

## Recepção

### Análises profissionais
Halo 5: Guardians recebeu geralmente análises positivas. Os críticos elogiaram os gráficos, o audio e o multijogador, especialmente o novo modo "Warzone". No entanto a história foi a principal fonte das criticas. Os sites de análises agregadas GameRankings, Metacritic e OpenCritic deram a pontuação de 85.50%, 85/100 e 83, respectivamente.

### Vendas
Halo 5 superou The Master Chief Collection em 50% na primeira semana de vendas. Tanto as vendas de jogos como de hardware e todas as outras cosias ligadas a série geraram receitas na ordem dos $400 milhões a nível mundial, tornando-se no maior lançamento de sempre da série. Em adição, Halo 5 tornou-se o exclusivo Xbox One que mais rapidamente vendeu, o mais jogado na Xbox Live e o jogo digital mais vendido na história da Xbox Store durante a primeira semana de vendas.